# Calalzo di Cadore
Calalzo di Cadore é uma comuna italiana da região do Vêneto, província de Belluno, com cerca de 2 415 habitantes. Estende-se por uma área de 43 km², tendo uma densidade populacional de 56 hab/km². Faz fronteira com Auronzo di Cadore, Borca di Cadore, Domegge di Cadore, Pieve di Cadore, San Vito di Cadore, Vodo di Cadore.

## Demografia
| Variação demográfica do município entre 1861 e 2011                               |
|                                                                                   |
| Fonte: Istituto Nazionale di Statistica (ISTAT) - Elaboração gráfica da Wikipedia |